# Kanton Quimper-1
Kanton Quimper-1 (fr. Canton de Quimper-1) je francouzský kanton v departementu Finistère v regionu Bretaň. Tvoří jej pouze část obce Quimper.